# Cyclomia amelia
Cyclomia amelia là một loài bướm đêm trong họ Geometridae.